# Torn (Ednaswap-låt)
"Torn" är en sång, skriven av Scott Cutler, Anne Preven och Phil Thornalley under en demosession 1993, och ursprungligen inspelad på danska som "Brændt" av Lis Sørensen på albumet Under stjernerne et sted från 1993. Den danska översättningen gjordes av Elisabeth Gjerluff Nielsen och denna version spelades också in av norska Trine Rein. Senare, 1995, spelade låtskrivarna själva in låten med sitt alternativa rockband Ednaswap på debutalbumet Ednaswap. Singeln var deras andra från albumet, efter "Glow".
Den tolkades sedan av flera andra artister, och australiskan Natalie Imbruglias inspelning gick 1997 in på listorna, och blev etta i Belgien, Danmark, Kanada, Spanien och Sverige; samt på Billboards Mainstream Top 40 och Adult Top 40. Den nådde andraplatsen i Australien samt Italien, Schweiz och Storbritannien.

## Natalie Imbruglia
1997 spelade Natalie Imbruglia in sången på albumet Left of the Middle.

### Listplaceringar
| Lista (1998)                                 | Topplacering |
| -------------------------------------------- | ------------ |
| Australien (ARIA)                            | 2            |
| Österrike (Ö3 Austria Top 40)                | 3            |
| Belgien (Ultratop 50 Flandern)               | 1            |
| Belgien (Ultratop 40 Vallonien)              | 5            |
| Kanada (RPM)                                 | 1            |
| Denmark (IFPI)                               | 1            |
| Nederländerna (Mega Single Top 100)          | 3            |
| Eurochart Hot 100                            | 2            |
| Finland (Suomen virallinen lista)            | 8            |
| Frankrike (SNEP)                             | 4            |
| Tyskland (Media Control AG)                  | 4            |
| Italien (FIMI)                               | 2            |
| Irland (IRMA)                                | 4            |
| Nya Zeeland (RIANZ)                          | 5            |
| Norge (VG-lista)                             | 6            |
| Spanien (AFYVE)                              | 1            |
| Sverige (Sverigetopplistan)                  | 1            |
| Schweiz (Swiss Music Charts)                 | 2            |
| Storbritannien (The Official Charts Company) | 2            |
| USA Billboard Top 40 Mainstream              | 1            |
| USA Billboard Hot Adult Top 40 Tracks        | 1            |
| USA Billboard Hot Adult Contemporary Tracks  | 4            |
| USA Billboard Modern Rock Tracks             | 12           |
| USA Billboard Hot 100                        | 42           |

| Land           | Certifiering |
| -------------- | ------------ |
| Australien     | Platina      |
| Tyskland       | Guld         |
| Schweiz        | Guld         |
| Storbritannien | Platina      |

## Låtlistor
1. "Torn" (Edit) (3:52)
2. "Torn" (LP Version) (4:23)

### Fotnoter
1. ↑  ”Global Music Pulse”. Billboard. 14 februari 1999. http://books.google.com/books?id=5A0EAAAAMBAJ&lpg=PA57&dq=Billboard%20jan%201998&hl=da&pg=PA61#v=onepage&q=denmark&f=false. Läst 23 augusti 2014.
2. ↑  "Australian-charts.com - Natalie Imbruglia - Torn". ARIA Top 50 Singles. Hung Medien.  Retrieved 4 april 2011.
3. ↑  "Natalie Imbruglia - Torn Austriancharts.at" (in German). Ö3 Austria Top 40. Hung Medien.  Retrieved 4 april 2011.
4. ↑  "Ultratop.be - Natalie Imbruglia - Torn" (in Dutch). Ultratop 50. Ultratop & Hung Medien / hitparade.ch.  Retrieved 4 april 2011.
5. ↑  "Ultratop.be - Natalie Imbruglia - Torn" (in French). Ultratop 40. Ultratop & Hung Medien / hitparade.ch.  Retrieved 4 april 2011.
6. ↑   Billboard February 7, 1998. Billboard. http://books.google.com/books?id=fQ0EAAAAMBAJ&lpg=PA59&dq=Billboard%20%22denmark%22%20%22ifpi%2Fnielsen%22%201994&hl=da&pg=PA59#v=onepage&q&f=false. Läst 1 december 2010
7. ↑  "Dutchcharts.nl - Natalie Imbruglia - Torn" (in Dutch). Mega Single Top 100. Hung Medien / hitparade.ch.  Retrieved 4 april 2011.
8. ↑  ”Eurochart Hot 100”. Music and Media. https://worldradiohistory.com/UK/Music-and-Media/90s/1998/MM-1998-01-31.pdf. Läst 17 februari 2012.
9. ↑  "Finnishcharts.com - Natalie Imbruglia - Torn". Suomen virallinen lista. Hung Medien.  Retrieved 4 april 2011.
10. ↑  "Lescharts.com - Natalie Imbruglia - Torn" (in French). Les classement single. Hung Medien.  Retrieved 4 april 2011.
11. ↑  "Musicline.de - Chartverfolgung - Imbruglia, Natalie - Totn" (in German). Media Control Charts. PhonoNet GmbH.  Retrieved 4 april 2011.
12. ↑  "Charts.org.nz - Natalie Imbruglia - Torn". Top 40 Singles. Hung Medien.  Retrieved 4 april 2011.
13. ↑  "Norwegiancharts.com - Natalie Imbruglia - Torn". VG-lista. Hung Medien.  Retrieved 4 april 2011.
14. ↑  Salaverri, Fernando (2005). Sólo éxitos: año a año, 1959–2002 (1st). Spain: Fundación Autor-SGAE. ISBN 84-8048-639-2. Läst 26 januari 2011
15. ↑  "Swedishcharts.com - Natalie Imbruglia - Torn". Singles Top 60. Hung Medien.  Retrieved 4 april 2011.
16. ↑  "Natalie Imbruglia - Torn swisscharts.com". Swiss Singles Chart. Hung Medien.  Retrieved 4 april 2011.
17. ↑  "Archive Chart" UK Singles Chart. The Official Charts Company.  Retrieved 4 april 2011.
18. 1 2 3 4 5  ”Natalie Imbruglia  Chart History” (på engelska). Billboard. https://www.billboard.com/artist/natalie-imbruglia/. Läst 16 december 2022.
19. ↑  ”ARIA Charts - Accreditations - 1998 Singles”. Australian Recording Industry Association (ARIA). http://www.aria.com.au/pages/aria-charts-accreditations-singles-1998.htm. Läst 4 april 2011.
20. ↑  ”Gold-/Platin-Datenbank (Natalie Imbruglia; 'Torn')” (på German). Gold-/Platin-Datenbank (Natalie Imbruglia; 'Torn'). Bundesverband Musikindustrie. http://www.musikindustrie.de/gold_platin_datenbank/?action=suche&strTitel=Torn&strInterpret=Natalie+Imbruglia&strTtArt=alle&strAwards=unchecked. Läst 4 april 2025.
21. ↑  ”The Official Swiss Charts and Music Community”. swisscharts.com. Hung Medien. http://swisscharts.com/search_certifications.asp?search=imbruglia. Läst 4 april 2011.
22. ↑  ”BPI – Certified Awards Search”. British Phonographic Industry. Arkiverad från originalet den 11 maj 2011. https://web.archive.org/web/20110511120001/http://www.bpi.co.uk/certifiedawards/search.aspx. Läst 4 april 2011.